# Encyclopaedia Biblica
Encyclopaedia Biblica: A Critical Dictionary of the Literary, Political and Religion History, the Archeology, Geography and Natural History of the Bible (1899), éditée par Thomas Kelly Cheyne et J. Sutherland Black, est une encyclopédie critique de la Bible. Dans le domaine des études bibliques, elle est souvent référencée comme l'Enc. Bib., ou comme Cheyne and Black.